# 佐々木侃司
佐々木 侃司（ささき かんじ、1933年1月23日 - 2005年1月24日）は、日本のイラストレーター。

## 経歴
1957年、京都市立美術大学（現在の京都市立芸術大学）卒業。株式会社寿屋（現サントリー株式会社）宣伝部宣伝技術課からデザイン室に移り、PR雑誌『洋酒天国』や「トリスコンク」などパッケージデザインを手がけ、イラストレーターとしての頭角を現す。北杜夫「どくとるマンボウ」シリーズ、かんべむさしの著書などのイラストで知られる。
元大阪芸術大学映像学科教授（学科長）。2005年1月24日、間質性肺炎のため死去。